# Prodigy (rapper)
Prodigy, pseudonimo di Albert Johnson (Hempstead, 2 novembre 1974 – Las Vegas, 20 giugno 2017), è stato un rapper statunitense.
È stato molto celebre negli anni novanta del XX secolo nell'East Coast hip hop per aver fatto parte del duo Mobb Deep con il rapper Havoc.

## Biografia

### Origini
Nasce nel quartiere Long Island di New York, da genitori di origini etiopi e giamaicane. Affetto da anemia drepanocitica, una malattia genetica, per tutta la vita deve subirne gli effetti. Dopo aver conosciuto Havoc nella prestigiosa High School Art & Design di Manhattan ed aver formato con lui il duo Mobb Deep, cerca di esprimere la vita di strada, fra droga e povertà, attraverso il rap.

### Il successo conMobb Deep
Il loro album di debutto è Juvenile Hell, pubblicato nel 1993, che ottiene un discreto successo. Prodigy partecipa alla rabbiosa rivalità hip hop tra East Coast e West Coast nella quale si schiera a fianco di The Notorious B.I.G. contro l'altro rapper coinvolto, Tupac. Sono numerosi gli episodi in cui Prodigy e Tupac si attaccano con violenti dissing, i riferimenti negativi più o meno espliciti verso l'avversario.
Nel 1995 i Mobb Deep pubblicano uno degli album più venduti nella storia dell'hip hop, The Infamous, che li rende famosi a un vasto pubblico. In particolare si ricordano i singoli Shook Ones Pt. II e Survival of the Fittest.
Il terzo album, Hell on Earth, del 1996, raggiunge la sesta posizione nella classifica di Billboard, risultato eccezionale in quegli anni per un album di hardcore hip hop.
Nel 1999 esce invece Murda Muzik che dopo alcuni problemi di produzione dovuta all'anticipata uscita su internet di alcuni singoli, scala rapidamente le classifiche portandosi alla terza posizione della classifica di Billboard, grazie anche al singolo Quiet Storm.
Nel 2000 Prodigy pubblica un album da solista, H.N.I.C., dove collabora tra gli altri con B.G. e N.O.R.E.. Questo primo album da solista vende circa 700 000 copie.

### 2001-2017
Nel 2001 Jay-Z attacca violentemente i Mobb Deep nel diss Takeover, nel quale prende di mira anche Nas e in particolare ridicolizza Prodigy per una foto che lo ritrae vestito da ballerino. La risposta dei Mobb Deep non si fa attendere e nel dicembre dello stesso anno esce il singolo Burn come risposta a Jay-Z; tale singolo è incluso nell'album Infamy, che viene definito quello della svolta negativa del duo. Infatti il loro cambio di stile, più vicino alla musica commerciale, fa crollare il numero di vendite e a fatica diventa disco d'oro, mentre l'album precedente, Murda Muzik, era stato disco di platino.
Il singolo Hey Luv, in collaborazione con i 112, è la prova del cambiamento dei Mobb Deep. Questo declino è confermato dal fiasco di Amerikaz Nightmare, l'album del 2004, che provoca l'uscita dei Mobb Deep dalla Jive Records, etichetta discografica che li aveva da poco messi sotto contratto. Tuttavia nel 2006 l'album torna in classifica vendendo due milioni di copie. Per la G-Unit Records pubblicano infine, nel 2006, Blood Money.
Nell'ottobre del 2006 Prodigy è trovato in possesso di una pistola nonostante non avesse il porto d'armi. A seguito di altri reati minori, è condannato a 42 mesi di carcere. Esce dal carcere nel 2011.
Prodigy muore a 42 anni a Las Vegas, il 20 giugno 2017, dopo essere stato ricoverato in ospedale per problemi dovuti all'anemia drepanocitica, la malattia con la quale il rapper ha convissuto fin dalla nascita. Viene in seguito riportato che la causa della morte sia stata un soffocamento accidentale, durante il ricovero ospedaliero.

## Discografia

### Album in studio
- 2000 – H.N.I.C.
- 2008 – H.N.I.C. Pt. 2
- 2012 – H.N.I.C. 3
- 2012 – The Bumpy Johnson Album
- 2017 – The Hegelian Dialectic

### Album collaborativi
- 2007 – Return of the Mac (con The Alchemist)
- 2008 – Product of the 80's (con Big Twins & Un Pacino)
- 2013 – Albert Einstein (con The Alchemist)
- 2014 – Young Rollin Stonerz (con Boogz Boogetz)
- 2016 – Hell Still On Earth (con Conway)

### Con i Mobb Deep
- 1993 – Juvenile Hell
- 1995 – The Infamous
- 1996 – Hell on Earth'
- 1999 – Murda Muzik
- 2001 – Infamy
- 2004 – Amerikaz Nightmare
- 2006 – Blood Money